# 久富政弘
久富 政弘（ひさとみ まさひろ、1971年8月4日 - ）は、佐賀県出身の競艇選手。登録番号3508。身長162cm。血液型O型。67期。佐賀支部所属。同期に市川哲也、道上千夏、渋田治代らがいる。

## 来歴
- 1990年11月、唐津競艇場でデビュー。
- 1991年3月、徳山競艇場で初勝利。
- 1996年9月19日、多摩川競艇場での「日刊スポーツ賞レース」で初優勝[1]。
- 1998年2月26日、若松競艇場での「G1第44回九州地区選手権競走」でG1初優出[2]。
- 2012年1月2日、唐津競艇場での「第52回佐賀県選手権」2日目2Rで通算1000勝達成。